# Litvínov
Pour les articles homonymes, voir Litvinov.
Litvínov (jusqu'en 1949 : Horní Litvínov ; en allemand : Leutensdorf) est une ville du district de Most, dans la région d'Ústí nad Labem, en République tchèque. Sa population s'élevait à 22 695 habitants en 2023.

## Géographie
Litvínov se trouve à 11 km au nord de Most, à 33 km à l'ouest-sud-ouest d'Ústí nad Labem et à 83 km au nord-ouest de Prague.
La commune est limitée par Klíny et Meziboří au nord, par Lom, Louka u Litvínova et Mariánské Radčice à l'est, par Most au sud, et par Horní Jiřetín et Nová Ves v Horách à l'ouest.

## Histoire
La première mention écrite de la localité date de 1352.
L'exploitation minière à ciel ouvert a été lancée en 1922. La ville fut reliée au réseau ferroviaire de la Bohême du Nord pour le transport du lignite extrait, mais aussi des produits industriels. La gare, un important nœud ferroviaire, a été mise en service le 24 novembre 1894.
À partir de 1937, les Sudetenländische Treibstoffwerke AG (STW) créèrent une usine d'hydrogénation pour la production d'essence synthétique à partir de lignite dans les communes de Maltheuern, Rosenthal et Kopitz. Les mines de lignite étaient exploitées par la Sudetenländische Bergbau AG (SUBAG). Les deux sociétés faisaient partie de Hermann-Göring-Werke, qui faisait travailler des prisonniers et des travailleurs forcés pendant cette période. Après la Seconde Guerre mondiale, l'usine a été renommée « SK Stalinovy Zavody » (Usine Staline), plus tard « Usine chimique de l'amitié tchécoslovaque-soviétique » (Chemické závody československo-sovětského přátelství) et depuis 1991 « Chemopetrol ». Le village de Dolní Litvínov a été détruit par l'exploitation du lignite, à l'exception de six maisons.

## Population
Recensements ou estimations de la population de la commune dans ses limites actuelles :
| 1869* | 1880* | 1890*  | 1900*  | 1910*  | 1921*  |
| ----- | ----- | ------ | ------ | ------ | ------ |
| 6 342 | 7 414 | 10 707 | 20 473 | 24 065 | 23 460 |

| 1930*  | 1950*  | 1961*  | 1970*  | 1980*  | 1991*  |
| ------ | ------ | ------ | ------ | ------ | ------ |
| 24 136 | 25 527 | 24 990 | 26 842 | 29 551 | 29 096 |

| 2001*  | 2011*  | 2014   | 2015   | 2016   | 2017   |
| ------ | ------ | ------ | ------ | ------ | ------ |
| 27 397 | 24 905 | 25 140 | 24 783 | 24 485 | 24 308 |

| 2018   | 2019   | 2020   | 2021*  | 2022   | 2023   |
| ------ | ------ | ------ | ------ | ------ | ------ |
| 24 143 | 23 884 | 23 661 | 22 388 | 22 482 | 22 695 |

## Économie
Vieux bastion industriel de Bohême, autrefois prospère par son industrie textile et ses manufactures de jouets, Litvínov possède aujourd'hui le plus important complexe pétrochimique de la République tchèque, exploité par la société Chemopetrol.

## Transports
Par la route, Litvínov se trouve à 14 km de Most, à 20 km de Teplice, à 39 km d'Ústí nad Labem et à 80 km de Prague.